# Jorma Taccone
Jorma Christopher Taccone (/ˈjɔːrmə təˈkoʊni/; sinh ngày 19 tháng 3 năm 1977) là một diễn viên hài, đạo diễn, diễn viên và nhà biên kịch người Mỹ. Anh là một phần ba của nhóm hài kịch phác thảo The Lonely Island, với những người bạn thời thơ ấu Andy Samberg và Akiva Schaffer. Vào năm 2010, anh đồng sáng tác và đạo diễn bộ phim ngoại truyện SNL Siêu đặc vụ, bộ phim đầu tay do anh làm đạo diễn. Anh đạo diễn bộ phim thứ hai của mình cùng với Schaffer, bộ phim hài âm nhạc Popstar: Never Stop Never Stopping, bộ phim mà anh cũng đồng sáng tác và đóng chung với Schaffer và Samberg.

## Đời sống cá nhân
Taccone sinh ra tại Berkeley, California, là con trai của Suellen Ehnebuske và Tony Taccone, giám đốc nghệ thuật của nhà hát kịch Berkeley. Cha anh là một nửa người gốc Ý và một nửa gốc Puerto Rico. Anh theo học Đại học California, Los Angeles (UCLA) và tốt nghiệp cử nhân Sân khấu vào năm 2000. Anh trai của anh, Asa, là thành viên của ban nhạc Electric Guest. Anh được đặt theo tên của người bạn của cha mình, Jorma Kaukonen, nghệ sĩ guitar nổi tiếng của Jefferson Airplane.
Taccone sống ở thành phố New York. Anh đã kết hôn với đạo diễn phim Marielle Heller, và có một cậu con trai (sinh ngày 12 tháng 12 năm 2014). Anh rể của anh, Nate, là một nhạc sĩ đã soạn nhạc cho The Diary of a Teenage Girl và Can You Ever Forgive Me?. Chị dâu của anh, Emily, là một nghệ sĩ hài độc thoại và là biên kịch cho bộ phim hài Barry của HBO.

## Sự nghiệp

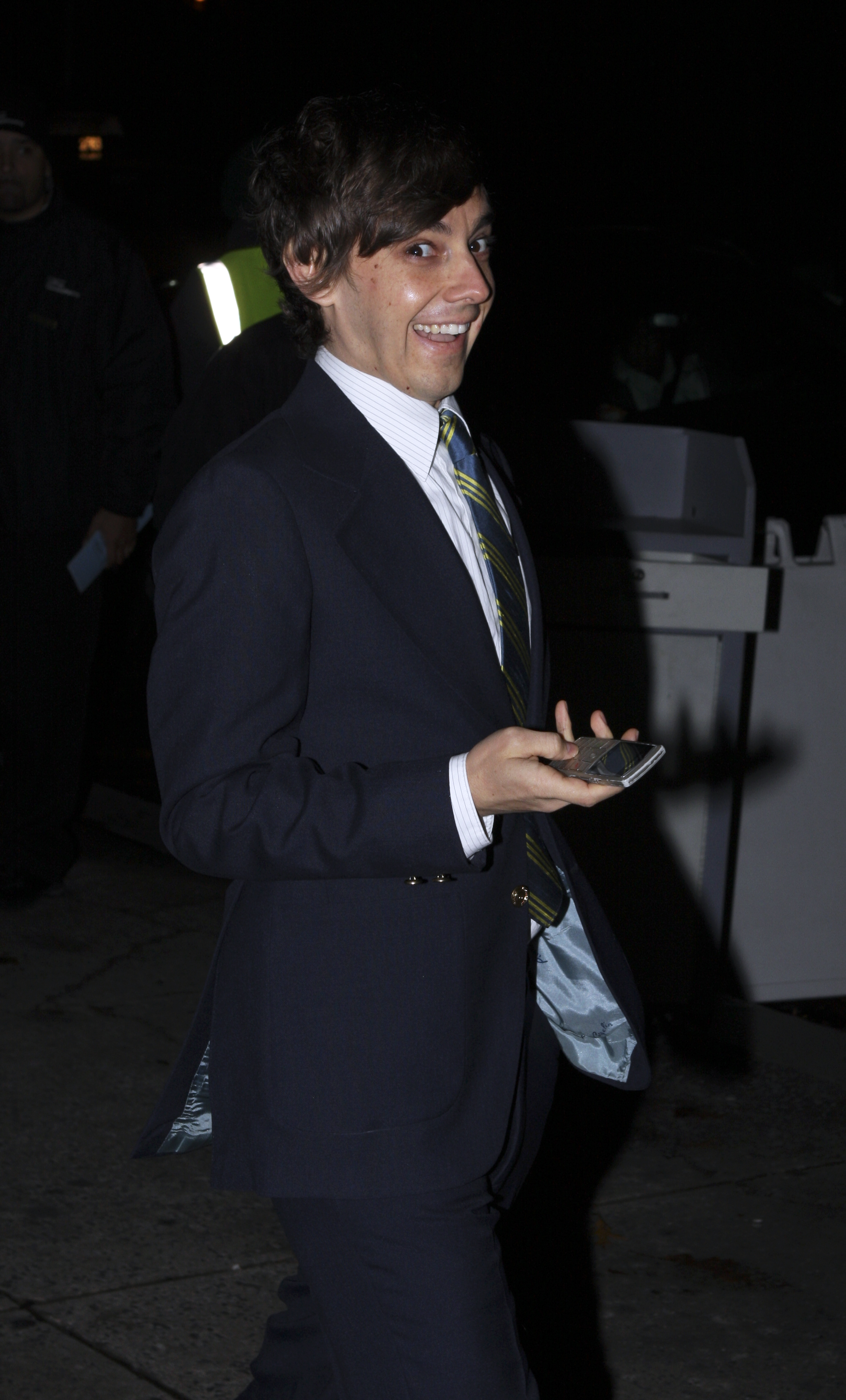
Taccone vào năm 2007

Vào mùa thu năm 2005, Samberg, Taccone, and Schaffer gia nhập đội ngũ nhân viên của chương trình tạp kỹ đêm khuya Saturday Night Live của NBC. Kể từ đó, đưới tên gọi The Lonely Island, họ đã tạo ra hơn 100 SNL Digital Shorts bao gồm các video yêu thích trên YouTube "Lazy Sunday" (với Chris Parnell), "Jizz in My Pants", "I'm on a Boat" (với T-Pain) và video đoạt giải Emmy "Dick in a Box" (với Justin Timberlake). Taccone sản xuất phần lớn bản nhạc cho The Lonely Island, bao gồm "Lazy Sunday", "Dick in a Box", và nhiều bản nhạc khác xuất hiện trong album đầu tiên của The Lonely Island, Incredibad, phát hành vào tháng 2 năm 2009. Với tư cách là đạo diễn, anh chịu trách nhiệm về các tiểu phẩm SNL như "MacGruber", "Business Meeting", "Sloths", "Giraffes", và những tiểu phẩm khác. Anh ấy cũng đã đạo diễn một quảng cáo Pepsi dựa trên "MacGruber" cho Super Bowl lần thứ 43, được phát sóng vào ngày 1 tháng 2 năm 2009.
Vào năm 2007, Taccone đóng vai chính trong phim Hot Rod của Paramount (với sự tham gia của Andy Samberg, do Akiva Schaffer đạo diễn). Anh cũng là một trong những diễn viên chính trong video âm nhạc "Jizz in My Pants". Anh đã đóng vai Guy #2 trong "We Like Sportz",  đóng lại vai diễn từ "Just 2 Guyz", và vai chính Brett, một ninja xa lánh trong The 'Bu của The Lonely Island, đóng góp phá kỷ lục của nhóm cho Channel 101. The 'Bu, một loạt phim nhại lại The OC,  cũng có sự tham gia của Sarah Chalke trong vai Melissa và Andy Samberg trong vai Aaron. Trong chương trình đầu tiên của nhóm cho Channel 101, "ITV Buzz Countdown", anh đóng vai Chris Hoffman, một VJ hư cấu trong một bản nhại của Total Request Live của MTV.
Taccone xuất hiện với tư cách khách mời trong Role Models với vai Mitch từ bộ phận Đồ họa, nơi anh hát một phiên bản karaoke của "Rock You Like a Hurricane" của Scorpions; và đóng chung trong video âm nhạc của Gnarls Barkley cho bài hát "Who's Gonna Save My Soul".
Taccone xuất hiện với vai Cha-Ka trong bộ phim Land of the Lost năm 2009 của Universal (với Will Ferrell đóng vai chính), nhờ đó anh được đề cử giải Mâm xôi vàng cho Nam diễn viên phụ tồi nhất. Vào tháng 8 năm 2009, anh đạo diễn bộ phim đầu tay của mình, chuyển thể từ vở hài kịch phác thảo MacGruber của Saturday Night Live được giới thiệu như một phần của giọng nam của nhóm trong album Life Is Sweet! Nice to Meet You của Lightspeed Champion. Kể từ mùa thứ 36 của SNL, anh không còn được trích dẫn trong danh đề, mặc dù anh vẫn được liệt kê trên trang web của NBC với tư cách là một biên kịch và giữ danh hiệu không chính thức là "Thành viên quyến rũ nhất của Lonely Island". Tuy nhiên, theo trang web của ban nhạc, thelonelyisland.com, "the Dudes" vẫn phụ trách cho các SNL Digital Shorts. Sau đó đã được xác nhận rằng Taccone đã rời Saturday Night Live, mặc dù anh đã đóng góp cho một số tiểu phẩm trong mùa thứ 36.
Taccone đã diễn xuất trong mùa 5 của loạt phim Wainy Days trên website MyDamnChannel và là đạo diễn của chiến dịch quảng cáo truyền hình AT&T Wireless It's Not Complicated. Anh cũng có một vai diễn thường xuyên trong loạt phim Girls của HBO với vai nhân vật Booth Jonathan.
Vào năm 2015, Taccone xuất hiện trong bộ phim ngắn Kickstarter Kung Fury trong vai Adolf Hitler (còn được biết đến là "Kung-Führer"). Anh sẽ đóng vai này một lần nữa trong phần tiếp theo của bộ phim Kung Fury 2.

## Danh sách phim

### Điện ảnh
| Năm  | Tựa đề                             | Đạo diễn | Biên kịch           | Nhà sản xuất | Ghi chú                          |
| ---- | ---------------------------------- | -------- | ------------------- | ------------ | -------------------------------- |
| 2007 | Hot Rod                            | Không    | Không được ghi danh | Không        |                                  |
| 2008 | Extreme Movie                      | Không    | Có                  | Không        |                                  |
| 2010 | Siêu đặc vụ                        | Có       | Có                  | Không        |                                  |
| 2016 | Popstar: Never Stop Never Stopping | Có       | Có                  | Có           | Đồng đạo diễn với Akiva Schaffer |
| 2017 | Brigsby Bear                       | Không    | Không               | Có           |                                  |
| 2020 | Palm Springs: Mở mắt thấy hôm qua  | Không    | Không               | Có           |                                  |

Nhà sản xuất điều hành
- The Diary of a Teenage Girl (2015)
- It Happened in L.A. (2017)
- Chuyện vui về cặp đôi bóng chày (2019)

#### Vai diễn
| Năm  | Tựa đề                              | Vai diễn                                                                                    | Ghi chú                                                |
| ---- | ----------------------------------- | ------------------------------------------------------------------------------------------- | ------------------------------------------------------ |
| 2007 | Hot Rod                             | Kevin Powell                                                                                |                                                        |
| 2008 | Role Models                         | Mitch từ bộ phận Đồ họa                                                                     | Cameo                                                  |
| 2009 | Land of the Lost                    | Cha-Ka                                                                                      | Đề cử—Giải Mâm xôi vàng cho Nam diễn viên phụ tồi nhất |
| 2012 | Đội dân phòng tinh nhuệ             | Người đàn ông                                                                               | Cameo (cùng với The Lonely Island)                     |
| 2013 | Những đứa trẻ to xác 2              | Hoạt náo viên nam                                                                           | Cameo (cùng với The Lonely Island)                     |
| 2014 | Bộ phim Lego                        | William Shakespeare (lồng tiếng)                                                            |                                                        |
| 2014 | Neighbors                           | Toga #3                                                                                     | Cameo (cùng với The Lonely Island)                     |
| 2015 | Kung Fury                           | Adolf Hitler, còn được biết đến là "Kung-Führer"                                            |                                                        |
| 2016 | Popstar: Never Stop Never Stopping  | Owen "Kid Contact" Bouchard                                                                 |                                                        |
| 2016 | Tiểu đội cò bay                     | Nhiều chú cò khác nhau (lồng tiếng)                                                         |                                                        |
| 2017 | It Happened in L.A.                 | Elliot                                                                                      |                                                        |
| 2018 | Siêu thú cuồng nộ                   | Thợ lặn                                                                                     | Cảnh bị xóa                                            |
| 2018 | Người Nhện: Vũ trụ mới              | Norman Osborn / Green Goblin (lồng tiếng) Peter Parker / Spider-Man (Earth-67) (lồng tiếng) |                                                        |
| 2019 | The Lego Movie 2: The Second Part   | Larry Poppins (lồng tiếng)                                                                  |                                                        |
| 2020 | An American Pickle                  | Liam                                                                                        |                                                        |
| 2020 | I Used to Go Here                   | Bradley Cooper                                                                              |                                                        |
| 2022 | Chip 'n Dale: Rescue Rangers        | Người Dơi, Fan Con Announcer, Toon Car (lồng tiếng)                                         |                                                        |
| 2022 | Weird: The Al Yankovic Story        | Pee-wee Herman                                                                              |                                                        |
| 2022 | The People We Hate at the Wedding   |                                                                                             | Hậu kỳ                                                 |
| 2023 | Spider-Man: Across the Spider-Verse | Adrian Toomes / Vulture (lồng tiếng)                                                        | Hậu kỳ                                                 |
| TBA  | Kung Fury 2                         | Adolf Hitler, còn được biết đến là "Kung-Führer"                                            | Hậu kỳ                                                 |

### Truyền hình
| Năm       | Tựa đề                                        | Đạo diễn | Biên kịch | Nhà sản xuất | Ghi chú                                        |
| --------- | --------------------------------------------- | -------- | --------- | ------------ | ---------------------------------------------- |
| 2001–2002 | Spin City                                     | Không    | Không     | Không        | Nhân viên sản xuất: 7 tập                      |
| 2003–2005 | The 'Bu                                       | Không    | Có        | Có           | Loạt phim web                                  |
| 2004      | Giải Điện ảnh và Truyền hình của MTV năm 2004 | Không    | Có        | Không        | Sự kiện truyền hình đặc biệt                   |
| 2005      | Giải Điện ảnh và Truyền hình của MTV năm 2005 | Không    | Có        | Không        | Sự kiện truyền hình đặc biệt                   |
| 2005–2014 | Saturday Night Live                           | Có       | Có        | Không        | Đạo diễn phân đoạn: 26 tập; biên kịch: 101 tập |
| 2011–2013 | Parks and Recreation                          | Có       | Không     | Không        |                                                |
| 2012      | Up All Night                                  | Có       | Không     | Không        | Tập: "First Birthday"                          |
| 2013      | Đồn Brooklyn số 99                            | Có       | Không     | Không        | Tập: "Thanksgiving"                            |
| 2016      | Party Over Here                               | Không    | Không     | Có           |                                                |
| 2017      | The Gorburger Show                            | Không    | Không     | Có           |                                                |
| 2017–2019 | I'm Sorry                                     | Không    | Không     | Có           |                                                |
| 2018      | Alone Together                                | Không    | Không     | Có           |                                                |
| 2018–2019 | The Last O.G.                                 | Có       | Không     | Có           | Đạo diễn: 5 tập                                |
| 2019      | Miracle Workers                               | Có       | Không     | Có           | Đạo diễn: 2 tập                                |
| 2019–2021 | PEN15                                         | Không    | Không     | Có           |                                                |
| 2019–     | Tim Robinson: Tôi nghĩ bạn nên ra về          | Không    | Không     | Có           |                                                |
| 2021–     | MacGruber                                     | Có       | Có        | Có           |                                                |

#### Vai diễn
| Năm       | Tựa đề                                   | Vai diễn                              | Ghi chú                                                         |
| --------- | ---------------------------------------- | ------------------------------------- | --------------------------------------------------------------- |
| 2005–2014 | Saturday Night Live                      | Nhiều vai diễn khác nhau              | 22 tập                                                          |
| 2009      | Tim and Eric Awesome Show, Great Job!    | Chính anh                             | Tập: "Tennis"                                                   |
| 2011      | Up All Night                             | Benjamin "B-Ro" Roth                  | Tập: "Working Late and Working It"                              |
| 2012–2013 | Girls                                    | Booth Jonathan                        | 3 tập                                                           |
| 2013–2014 | The League                               | Spazz                                 | 3 tập                                                           |
| 2014      | Gravity Falls                            | Gabe Bensen (lồng tiếng)              | 2 tập                                                           |
| 2014–2016 | Comedy Bang! Bang!                       | Himself                               | 3 tập                                                           |
| 2015      | Parks and Recreation                     | Roscoe Santangelo                     | 3 tập                                                           |
| 2015      | Man Seeking Woman                        | Cupid                                 | Tập: "Sizzurp"                                                  |
| 2015      | Major Lazer                              | Nhiều vai lồng tiếng khác nhau        | 3 tập                                                           |
| 2016      | Đồn Brooklyn số 99                       | Taylor                                | Tập: "Coral Palms Pt. 1"                                        |
| 2017      | Lễ tình nhân đặc biệt của Michael Bolton | Punk Rocker                           | Chương trình tạp kỹ đặc biệt                                    |
| 2018      | Drunk History                            | Mehmed II                             | Tập: "Halloween"                                                |
| 2019      | Miracle Workers                          | Kiss Cam Voiceover Guy (lồng tiếng)   | Tập: "1 Day"                                                    |
| 2019      | Chuyện vui về cặp đôi bóng chày          | Phóng viên / Walt Weiss / Joe Montana | Chương trình tạp kỹ đặc biệt                                    |
| 2019      | Bless the Harts                          | Craig (lồng tiếng)                    | Tập: "Myrtle Beach Memoirs"                                     |
| 2020      | Helpsters                                | Painter Pat                           | Tập: "Nurse Nina & Farmer Flynn/Firefighter Fran & Painter Pat" |

### Viết nhạc cho phương tiện truyền thông
| Năm       | Tựa đề                           | Nghệ sĩ                                     | Sản xuất                           | Ghi chú           |
| --------- | -------------------------------- | ------------------------------------------- | ---------------------------------- | ----------------- |
| 2005–2016 | Nhiều bài hát khác nhau          | The Lonely Island                           | Saturday Night Live                |                   |
| 2010      | "MacGruber's Theme"              | Cornbread Compton và The Silver Lake Chorus | Siêu đặc vụ                        |                   |
| 2010      | "The Perfect Number"             | Kristen Wiig                                | Siêu đặc vụ                        |                   |
| 2014      | "Everything is Awesome!"         | Jo-Li cùng với The Lonely Island            | Bộ phim Lego                       |                   |
| 2014      | "Everything Is Awesome!" (Remix) | Tegan and Sarah cùng với The Lonely Island  | Bộ phim Lego                       |                   |
| 2016      | Nhiều bài hát khác nhau          | Nhiều nghệ sĩ khác nhau                     | Popstar: Never Stop Never Stopping |                   |
| 2019      | "Super Cool"                     | Beck cùng với Robyn và The Lonely Island    | The Lego Movie 2: The Second Part  | Additional lyrics |

## Danh sách video
- "Just 2 Guyz" (2005)
- "Jizz in My Pants" (2008)
- "Who's Gonna Save My Soul" (2008)
- "We Like Sportz" (2008)
- "I'm on a Boat" (2009)
- "Like a Boss" (2009)
- "I Just Had Sex" (2010)
- "The Creep" (2011)
- "House of Cosbys" (2011)
- "We're Back" (2011)
- "We'll Kill U" (2011)
- "Jack Sparrow" (2011)
- "American Daydream" (2012)
- "YOLO" (2013)
- "Between Two Ferns/Spring Break Anthem" (2013)
- "Diaper Money" (2013)
- "We Need Love" (2013)
- "The Wire" (2013)
- "Hugs" (2013)
- "Go Kindergarten" (2013)